# Boys & Girls (Ayumi Hamasaki)
Boys & Girls è un brano musicale della cantante giapponese Ayumi Hamasaki, pubblicato come suo nono singolo il 14 luglio 1999. Il brano è il quarto estratto dall'album Loveppears ed è arrivato alla prima posizione della classifica Oricon dei singoli più venduti in Giappone vendendo un totale di 1 037 950 copie.

## Tracce
CD singolo     AVCD-30049 
Testi e musiche di Ayumi Hamasaki e D・A・I
1. Boys & Girls (MAD FILTER MIX)
2. Boys & Girls (AUBE Original Mix)
3. Boys & Girls (Higher Uplift Mix)
4. LOVE ~Destiny~ (TODD'S LOVERS COVERSION)
5. Boys & Girls (HAL's Mix)
6. Boys & Girls (Melt Down Dub Mix)
7. TO BE (Bright Mix)
8. Boys & Girls (D-Z PSYCHEDELIC ASSASSIN MIX)
9. Boys & Girls (Dub's club Remix)
10. Boys & Girls (AUBE Original Mix Instrumental)

Durata totale: 57:45

## Classifiche
| Classifica (1999)           | Posizione più alta |
| --------------------------- | ------------------ |
| Oricon Weekly Singles Chart | 1                  |